# Лаутербах, Вольфганг Адам
Вольфганг Адам Лаутербах (нем. Wolfgang Adam Lauterbach; 12 декабря 1618, Шлайц, Тюрингия) — 18 августа 1678, Вальденбух) — немецкий юрист, правовед, педагог, профессор, ректор Тюбингенского университета, доктор права (1647).

## Биография
Родился в семье мэра Шлайца. Изучал право в университетах Йены и Лейпцига. После окончания учёбы давал частные уроки в Лейпциге. В 1647 году защитил диссертацию «De peculiis filiorum familias» получил докторскую степень в Тюбингенском университете. Позже продолжил повышать образование, совершил поездку, в ходе которой стажировался в разные университетах Базеля, Гейдельберга, Страсбурга и Тюбингена. Кроме этого, в 1648 году несколько месяцев стажировался в Имперском камеральном суде в Шпайере.
В ноябре 1648 года получил кафедру в университете Тюбингена. Кроме преподавания, Лаутербах также занимал различные должности в администрации университета, его восемь раз избирали на должность ректора, несколько раз был деканом юридического факультета университета.
В 1657 году стал руководителем Collegium illustre (Коллегии иллюстраторов) в Тюбингене, тогда же герцог Вюртемберга Эберхард III назначил его оценщиком в суде и присвоил ему звание действительного советника своего двора.
Занимался специалистом в области изучения Дигесты и вопросах Usus modernus pandectarum (современной практики по римскому праву).

## Избранные труды
- Compendium iuris ()
- Collegium theoretico-practicum ad quinquaginta Pandectarum libros